# Sensebrücke
Sensebrücke (auch Sensebrück, Sensebrügg) ist ein Weiler am linken Ufer der Sense in der politischen Gemeinde Wünnewil-Flamatt im Sensebezirk des Kantons Freiburg in der Schweiz, nur durch den Fluss getrennt von Neuenegg.

## Gebäude

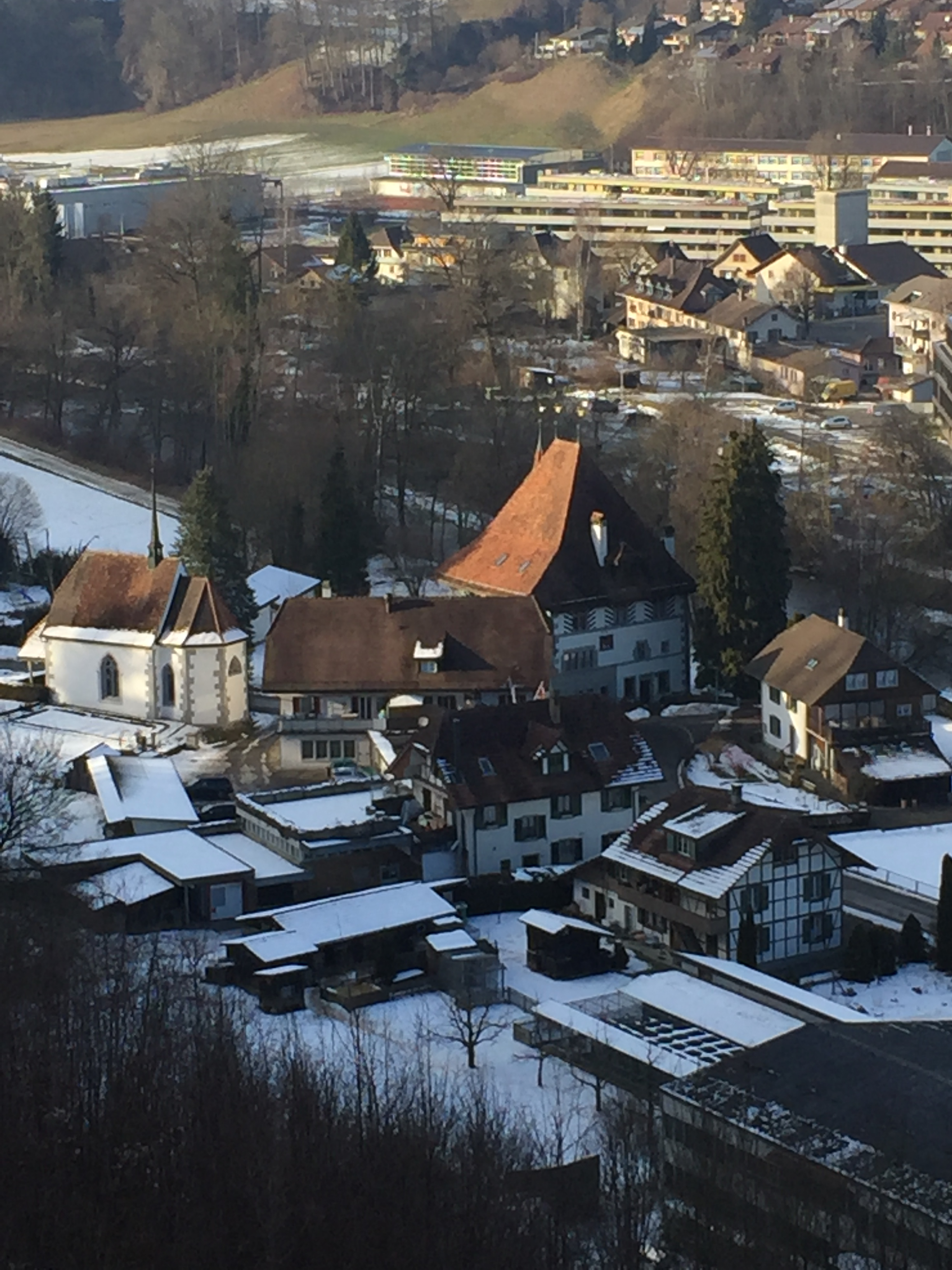
Alter Kern des Weilers Sensebrücke mit Kapelle St. Beatus, Gasthof und altem Zollhaus.

Der historische Kern des Weilers besteht aus einem Wirtshaus, dem alten Zollhaus und der Kapelle St. Beatus (Sensebrücke).

## Geschichte der Brücken
Seinen Namen verdankt der Weiler dem dortigen Bau einer Brücke über die Sense. Zuvor konnte die Sense in ihrem Unterlauf zwischen Thörishaus und Noflen (Gemeinde Bösingen) nur an sieben Stellen dank Furten überquert werden, weshalb der Abschnitt im Mittelalter «Siebenfurten» genannt wurde. Einen Fortschritt brachten Fähren, so auch bei Neuenegg beim Flussübergang der alten Bern-Freiburg-Strasse. Auf dem linksseitigen Senseufer gab es damals bereits einen Gasthof. Im Vertrag zwischen Bern und Freiburg von 1467 wurde die Sense zur «rechten und ewigen Landmark» erklärt. Für den Verkauf des Städtchens Gümmenen und des Bauerndorfes Mauss an Bern erhielten die Freiburger die Gebiete am linksseitigen Senseufer sowie das Recht anstelle der Fähre eine Brücke zu erbauen und davon Zoll zu erheben.

### Erste Holzbrücke
Die erste Holzbrücke wurde unter der Leitung von Hans Stechli von Mai bis November 1470 errichtet. Den Freiburgischen Seckelmeisterrechnungen zufolge handelte es sich um eine auf drei Pfahljochen (franz. joug, chevalet) ruhende, mit einem Ziegeldach gedeckte Konstruktion. Die Pfahljoche hatten je sieben Pfahlschuhe (franz. soules). Die als Lehen betriebene Herberge diente behelfsmäßig als Zollhaus. Der Wirt Ulli Hidler wurde zum Zöllner und Amtmann befördert. 1473 löste ein neu errichtetes Zollhaus die alte Herberge ab. Es diente bis 1529 auch als Gästehaus und Wirtschaft.

### Zweite Holzbrücke
Da die wilde Sense beständig ihren Lauf änderte, musste sie durch Uferverbauungen (Schwellen, Landwehren, franz. bastie) gezähmt werden. Bereits 1488 musste die Brücke unter der Leitung von Hans Jantzlin gründlich saniert werden und 1493 war eine weitere bedeutende Reparatur unter demselben Baumeister nötig.

### Erste Steinbrücke
Die hohen Reparaturkosten führten 1543 in Freiburg zum Ratsbeschluss, durch den aus Bern zugezogenen Baumeister Paulin Pfister eine Brücke aus Tuffstein errichten zu lassen. Das ungünstige Schotterterrain auf der bernischen Seite, aber auch der entlegene Bauort an der Nordgrenze des Kantons und Schwierigkeiten bei der Beschaffung von Fuhrwerken und Arbeitsgeräten und Verstimmungen im Verhältnis zum Baumeister verzögerten die Bauarbeiten über drei Jahre hinweg (1544–46). In Jurakalkstein gemeisselte Hoheitszeichen aus der Werkstatt Hans Giengs mit dem Wappen Freiburgs, gehalten von zwei steigenden Löwen, unter dem Reichsadler zierten das Brückentor und das Zollhaus. Nur Letzteres ist noch erhalten.

### Zweite Steinbrücke
Schädliche Wassermassen in den Jahren 1555, 1588 und 1589 beschädigen die Tuffbrücke so sehr, dass bereits wieder ein Neubau unter Baumeister Abraham Cotti nötig wird. Er verzögert sich unter anderem wegen Streitigkeiten zwischen Bern und Freiburg. Sie betrafen Holzschläge in den Auen beidseits der Sense, aber auch Grenzverläufe in der Waadt. Die Händel waren Gegenstand von Tagsatzungen die am 7. Januar und 21. Juli 1598, am 16. Februar, 8. und 13. Juli und 12. August 1599 und am 25. Mai und 30. Oktober 1600 im Zollhaus von Sensebrücke stattfanden. Im Herbst 1598 kamen der Zimmermann Corbo und ein weiterer beim Zusammenbruch des Baugerüstes für die neue Brücke zu Tode. Sie scheint im ersten Halbjahr 1599 vollendet worden zu sein. Sie überspannte die Sense von Widerlager zu Widerlager über drei Flusspfeiler mit vier Bögen, zwei flachen, äusseren und zwei kreisrunden, inneren.
Aus Restmaterialien des Brückenbaus wurde auf Anregung von Propst Sebastian Werro eine Kapelle für die katholischen Gläubigen errichtet, die hier auf dem Pilgerweg nach Einsiedeln, bevor sie das protestantische Bernbiet durchquerten, nochmals eine heilige Messe sollten feiern können. Auch den katholischen Teilnehmern der Sensebrück-Konferenzen sollte sie dienen. Sie wurde unter Baumeister Abraham Cotti 1602 fertiggestellt und 1615 geweiht: St. Beatus (Sensebrücke).
Hochwasser in den Jahren 1618, 1624, 1650–52, 1666–67, 1689, 1691, 1695, 1697, 1708, 1739, 1741, 1758 und 1778 forderten Reparaturen, deren bedeutendste jene von 1744 war. Spätestens ab diesem Zeitpunkt betrug die Breite der Fahrbahn fünf Meter, so dass zwei Wagen auf ihr kreuzen konnten.
Das Vordringen von Taunern (Tagelöhnern) in die Flussaue und der unkoordinierte Bau von Schwellen und Landwehren führten zu diplomatischen Auseinandersetzungen zwischen Bern und Freiburg mit Ortsbesichtigungen, «sensischen Konferenzen» und Verträgen (1621, 1668, 1673 und 1678). 1748 einigte man sich darauf, dass nur noch Streichschwellen parallel zum Flusslauf gebaut werden durften, die von beiden Ständen genehmigt werden mussten. Die Schwellenmeister unterstanden dem Zöllner. Zwischen 1600 und 1800 gab Freiburg für Schwellenwerke 6000 Pfund aus. Bereits 1652 tauchte die Idee auf, die Sense in ein unveränderliches Bett zu zwingen, aber erst in den 1920er Jahren wurde sie endgültig realisiert.
Ein juristischer Zankapfel blieb die Auslegung des Vertrages von 1467, der die Mitte des Flusses als Landmarch (Grenze) festlegte. Dort, wo der Fluss wild mäandrierte, war diese Mitte nicht eindeutig feststellbar. Und bei der Brücke wurde das Wort «Landmarch» in die Begriffe Souveränitätslinie und Jurisdiktionsgrenze aufgespalten. Freiburg stellte sich als Bauherrin der Brücke auf den Standpunkt, dass die ganze Brücke Freiburg gehöre und daher erst ihr bernisches Ende die Jurisdiktionsgrenze bilde, Bern hingegen beanspruchte die Hälfte der Brücke, entsprechend der Souveränitätslinie, für sich.

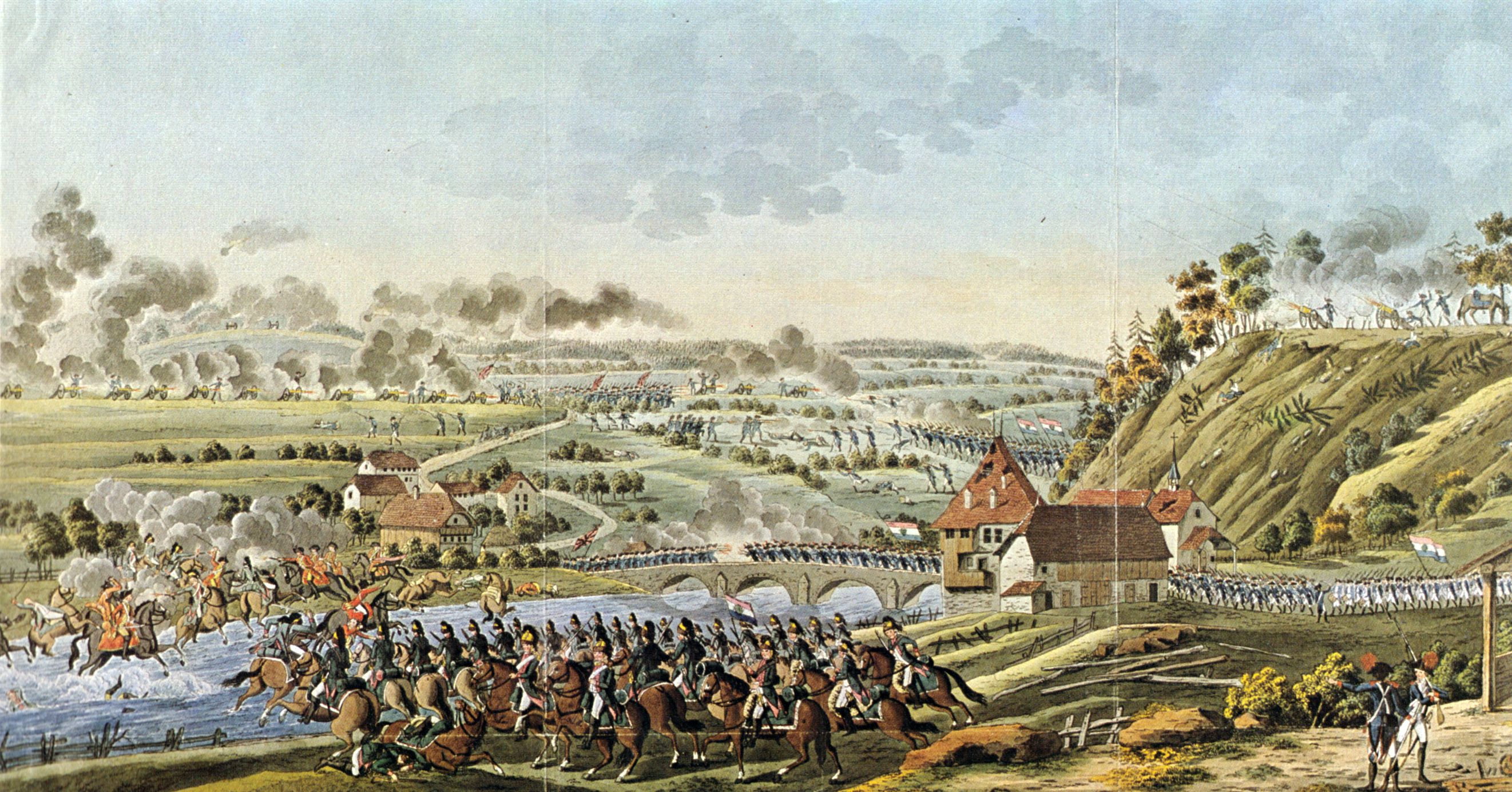
Der Weiler Sensebrücke mit der Steinbrücke von Abraham Cotti, Zoll- und Wirtshaus, Scheune und Kapelle beim Franzoseneinfall von 1798.

Am 5. März 1798 überquerte die französische Infanterie auf dem Weg zur Schlacht bei Neuenegg die Brücke, während die Kavallerie durch den Fluss preschte.

### Eiserne Fachwerkbrücke
Die Industrialisierung veränderte die Bedürfnisse. Die 1860 in Betrieb genommene Eisenbahnstation in Flamatt schloss das Sensetal ans Eisenbahnnetz an. Dies hatte ein massives Verkehrsaufkommen über die alte Steinbrücke zur Folge. 1888 reichte die Gemeinde Neuenegg, unterstützt von Laupen, Mühleberg und Dicki ein Gesuch für eine moderne Brücke ohne Steigung und Gefälle ein. Eine von Bern allein geplante und gebaute eiserne Fachwerkbrücke wurde 1892 erbaut und ersetzte die alte Steinbrücke, die abgerissen wurde. Heute erinnert nur noch der Rest eines Pfeilers im Fluss an sie. Der Staat Freiburg zeigte kein Interesse an der Erhaltung des historischen Bauwerks, nachdem die Bundesverfassung der Schweizerischen Eidgenossenschaft von 1848 hatte alle kantonalen Zölle abgeschafft hatte. Der äusserste, deutschsprachige Norden des Kantons war ins Abseits seiner Interessen geraten. Das Zollhaus und das Herrengut waren schon 1804 privatisiert worden. 1818 war ein Herrenstock gebaut worden. Hierhin verlagerte sich der Wirtsbetrieb samt dem prächtigen, 1762 von Gottfried Locher bemalten Wirtshausschild, das einst ins Zoll-Wirtshaus einlud.

Eisenfachwerkbrücke von Sensebrücke, 1892–1969.

### Betonbrücke
Noch weiter flussaufwärts war bereits 1852–54 eine neue Steinbrücke als Teil der erstmals von Bern und Freiburg gemeinsam geplanten Kantonsstrasse gebaut worden. Das Projekt war vom Berner Ingenieur Stuckart verfasst und vom Tessiner Baumeister Carlo Colombara ausgeführt worden. 1937 musste ein Pfeiler saniert werden. In den Siebzigerjahren wurde die Brücke für den Autoverkehr gesperrt und durch eine neue ersetzt, die auch als Autobahnzubringer für die Autobahn A12 dient, welche ihrerseits im Senseknie bei Thörishaus den Fluss diskret überquert. Die baufällig gewordene Eisenfachwerkbrücke von Sensebrücke wurde 1968/69 etwas weiter flussaufwärts durch eine Betonbrücke für den Regionalverkehr zwischen Neuenegg und Flamatt ersetzt. Der Weiler Sensebrücke am historischen Verkehrsweg zwischen Bern und Freiburg geriet dadurch verkehrsmässig ins Abseits.